# Geoica magnifica
Geoica magnifica är en insektsart. Geoica magnifica ingår i släktet Geoica och familjen långrörsbladlöss. Inga underarter finns listade i Catalogue of Life.